# Cosmos de Bafia
Maillots
Le Cosmos de Bafia est un club de football camerounais situé dans la ville de Bafia, dans la Région du Centre au Cameroun.

## Histoire
Le club accède en première division camerounaise en 2014.
Lors de la saison 2014, le club se classe 2e du championnat. Il se qualifie ainsi pour la Ligue des champions de la CAF 2015. 